# Neoborocera esteban
Neoborocera esteban är en fjärilsart som beskrevs av Paul Dognin 1892. Neoborocera esteban ingår i släktet Neoborocera och familjen ädelspinnare. Inga underarter finns listade i Catalogue of Life.